# Natalie J.Robb
Natalie J. Robb (Bellshill, 3 dicembre 1974) è un'attrice scozzese.
Nell'ottobre 2007 è apparsa nel film The Shepherd - Pattuglia di confine accanto a Jean-Claude Van Damme, dove interpretava una donna chiamata Ramona Garcia.
È apparsa inoltre nell'episodio n° 9 del 2009 della serie televisiva britannica Waterloo Road nel ruolo di un consulente.

## Filmografia
- Valle di luna (Emmerdale) - Moira Barton
- Waterloo Road - Charlotte Monk
- The Shepherd - Pattuglia di confine - Captain Ramona Garcia
- Sea of Souls - Carla Vigo
- Kitchen - Grace
- Eastenders - Gemma Clewes
- New Tricks - Isabella Gennaro
- Good Girl, Bad Girl
- Waking the Dead - Emma Lloyd
- Holby City - Kirsty Winton
- Where The Heart Is - Laura Miller
- The Bill - PC Andrea Dunbar
- Doctors - Doctor Jude Carlyle
- London's Burning - Kate
- Dream Team - Lizzie Conlon
- Sunburn - Maria Lonnides
- Taggart - Kate McCready/Sheila MacIntosh
- Take The High Road - Trish McDonald